# Большекачаковский сельсовет
Большекачаковский сельсовет — муниципальное образование в Калтасинском районе Башкортостана.

## История
Согласно «Закону о границах, статусе и административных центрах муниципальных образований в Республике Башкортостан» имеет статус сельского поселения.

## Население
| 2002  | 2009  | 2010  | 2012  | 2013  | 2014  | 2015  |
| ----- | ----- | ----- | ----- | ----- | ----- | ----- |
| 1692  | ↗1740 | ↘1446 | ↘1385 | ↘1351 | ↘1326 | ↘1300 |
| 2016  | 2017  | 2018  |       |       |       |       |
| ↘1274 | ↘1253 | ↘1179 |       |       |       |       |

## Состав сельского поселения
| № | Населённый пункт | Тип населённого пункта          | Население |
| - | ---------------- | ------------------------------- | --------- |
| 1 | Большекачаково   | деревня, административный центр | ↘510      |
| 2 | Малокачаково     | деревня                         | ↘279      |
| 3 | Качкинтурай      | деревня                         | ↘259      |
| 4 | Кургак           | деревня                         | ↘186      |
| 5 | Кугарчино        | деревня                         | ↘178      |
| 6 | Наратово         | деревня                         | ↘34       |